# The Return of the Regulator
Albums de Warren G
I Want It All
(1999) The Hard Way
(2004)
Singles
1. Lookin' at You
Sortie : 2001

The Return of the Regulator est le quatrième album studio de Warren G, sorti le 11 décembre 2001.
Cet album contient plusieurs collaborations et marque la reformation de son groupe 213, avec Snoop Dogg et Nate Dogg, sur le titre Yo' Sassy Ways. À la production, Warren G fait notamment appel à son demi-frère Dr. Dre sur le titre Lookin' at You.
L'album s'est classé 14e au Top R&B/Hip-Hop Albums et 83e au Billboard 200.

## Liste des titres
| No  | Titre                                                                            | Contient un (des) sample(s) de       | Durée |
| --- | -------------------------------------------------------------------------------- | ------------------------------------ | ----- |
| 1.  | Intro                                                                            |                                      | 3:33  |
| 2.  | Lookin' at You (featuring Ms. Toi)                                               |                                      | 4:14  |
| 3.  | Here Comes Another Hit (featuring Nate Dogg et Mista Grimm)                      |                                      | 3:33  |
| 4.  | Somethin' to Bounce to (featuring Soopafly)                                      |                                      | 3:24  |
| 5.  | This Gangsta Shit Is too Much (featuring Butch Cassidy)                          |                                      | 3:45  |
| 6.  | Pump Up (Skit)                                                                   |                                      | 1:48  |
| 7.  | Young Locs Slow Down (featuring WC et Butch Cassidy)                             |                                      | 4:22  |
| 8.  | Speed Dreamin' (featuring George Clinton et Mista Grimm)                         |                                      | 5:02  |
| 9.  | Yo' Sassy Ways (featuring Nate Dogg et Snoop Dogg)                               |                                      | 3:58  |
| 10. | Deez Nuts Part II (Skit)                                                         |                                      | 1:00  |
| 11. | It Ain't Nothin' Wrong with You (featuring Mista Grimm, Boss Hogg et Vic Damone) |                                      | 3:48  |
| 12. | Ghetto Village                                                                   | Village Ghetto Land de Stevie Wonder | 3:54  |
| 13. | They Lovin' Me Now (featuring Butch Cassidy et Boss Hogg)                        |                                      | 4:08  |
| 14. | Streets of LBC (featuring Lady Mo)                                               |                                      | 4:11  |
| 15. | G-funk Is Here 2 Stay (featuring Mista Grimm et Kokane)                          |                                      | 4:25  |
| 16. | Keepin' It Strong (featuring El DeBarge)                                         |                                      | 5:06  |

| 17. | Getaway (featuring Mista Grimm) | 4:16 |